# Laoponia saetosa
Laoponia saetosa is een spinnensoort in de taxonomische indeling van de Caponiidae.
Het dier behoort tot het geslacht Laoponia. De wetenschappelijke naam van de soort werd voor het eerst geldig gepubliceerd in 2008 door Norman I. Platnick & Jäger.